# سامي الحداد
سامي إبراهيم الحداد هو لاعب كمال أجسام بحريني ولد في 24 يونيو 1973م، في المحرّق بمملكة البحرين، طوله 172سم، الوزن في غير موسم البطولات 110-115 كغم، الوزن في موسم البطولات 90-95 كغم.
بدأ التدريب في سنة 1991 حين كان في الثامنة عشرة من عمره، وبدأ التنافس في كمال الأجسام في السنة التالية (1992)، وكان مثالاً للتناظر يومها، فاز ببطولة البحرين لعدة سنوات، وبالميدالية الفضية في مسابقة كمال الأجسام في دورة الألعاب الآسيوية في بوسان بكوريا الجنوبية سنة 2002م، وببطولة قطر المفتوحة 2003م.
عمل لفترة في قوات دفاع البحرين وهو غير متزوج.

## سجل مشاركاته وألقابه
- 2014 بطولة كوريا للمحترفين المركز الرابع.
- 2014 بطولة مستر أولمبيا 212 للمحترفين المركز السابع.
- 2014 بدي باور برو المركز الأول
- 2013 بطولة براغ للمحترفين المركز الثاني.
- 2013 بطولة مستر أولمبيا 212 للمحترفين المركز السادس.
- 2013 بطولة نيويورك للمحترفين المركز الثاني.
- 2012 بطولة براغ للمحترفين المركز الثاني.
- 2012 بطولة جراند بركس البريطانية للمحترفين المركز الثاني.
- 2010 بطولة آرنولد للهواة المركز الثاني.

## وصلات خارجية
- سامي الحداد على موقع Flex on line الأميركي.